# Lord of Arcana
Lord of Arcana (ロード・オブ・アルカナ?, Rōdo obu Arukana) è un videogioco d'azione sviluppato da Access Games e pubblicato da Square Enix per la console portatile PlayStation Portable nel 2010. Un remake intitolato Lord of Apocalypse (ロード・オブ・アポカリプス?, Rōdo obu Apokaripusu) è stato pubblicato nel dicembre 2011 in Giappone ed in Asia per PlayStation Vita e PlayStation Portable e l'11 febbraio 2012 in Corea del Sud dove però uscì esclusivamente la versione per Vita.

## Trama
Lord of Arcana è ambientato in un mondo chiamato Horodyn, in onore del primo re di quella terra. Da qualche parte a Horodyn vi è un'antica pietra conosciuta con il nome di "Arcana", che sembra avere un grande potere magico, ovvero il segreto del potere supremo, ma sfortunatamente sia il mondo che la patria sono assediati da molti mostri e bestie potenti, combattuti da guerrieri noti con il nome di Uccisori, questi alla ricerca anche della famigerata gemma.

## Modalità di gioco
Lord of Arcana è un videogioco d'azione che presenta fino ad un massimo di quattro giocatori che dovranno combattere mostri e demoni, alcuni dei quali apparsi precedentemente in altri titoli sviluppati da Square Enix.
Il gameplay è molto simile a quello delle serie Monster Hunter, God Eater e Phantasy Star Portable, con l'aggiunta di scene animate per l'esecuzione delle abilità e dei minigiochi. I giocatori hanno anche la possibilità di evocare delle creature per farsi aiutare durante gli scontri, fare uso della magia per infliggere danni ai nemici, eseguire delle combo e personalizzare l'armamento del personaggio scelto.

## Sviluppo
I mostri presenti in Lord of Arcana sono stati creati da svariati artisti da diverse parti del mondo. Hitoshi Sakimoto è stato il produttore del suono mentre la colonna sonora è stata composta da Nobuo Uematsu, Kenichiro Fukui e Satoshi Henmi.

## Accoglienza
Secondo il sito aggregatore di recensioni Metacritic, Lord of Arcana ha ricevuto recensioni "miste o nella media". In Giappone, Famitsū gli ha assegnato un punteggio di quattro 8 per un totale di 32 su 40. La rivista Play Generation diede al gioco un punteggio di 70/100, apprezzando il sistema di combattimento e di creazione degli oggetti assieme agli scontri con i boss e come contro l'assenza della modalità online, la lentezza e l'eccessiva ripetizione delle missioni, finendo per trovarlo un buon "antipasto" in attesa del prossimo Monster Hunter.